# Cornea
La cornea (pronuncia: /ˈkɔrnea/) è una membrana trasparente convessa anteriormente che costituisce la porzione anteriore della tonaca fibrosa del bulbo oculare e rappresenta la lente più potente dell'apparato visivo. Assieme al cristallino forma il diottro oculare.
Ha uno spessore "normale" al centro di poco superiore a mezzo millimetro (520-540 µm) e, vista anteriormente ha una forma leggermente ellittica con il diametro maggiore orizzontale lungo 11,7 mm contro i 10,6 mm del diametro minore e un diametro variabile dal limbo dov'è più spessa (0,67 mm) alla porzione centrale e più anteriore, la più sottile (0,52 mm).
Nel complesso forma il 7% della superficie dell'occhio esterno.

## Disposizione e rapporti
La cornea anteriormente è coperta dal film lacrimale, dal momento che la congiuntiva bulbare si arresta a livello del limbus sclerocorneale, mentre posteriormente continua nella sclera attraverso la giunzione sclerocorneale o limbus sclerocorneale che forma un lieve solco detto limbo.
Delimita la camera anteriore dell'occhio ed è quindi bagnata dall'umor acqueo.

## Vascolarizzazione e innervazione
Poiché la trasparenza è essenziale per la funzione della cornea, essa è sprovvista di vasi sanguigni sulla sua superficie anteriore e riceve il suo nutrimento dalle anse vascolari del limbus. Dalla parte interna l'endotelio corneale riceve nutrimento dall'umor acqueo contenuto nella camera anteriore grazie alla sua elevata permeabilità.
La cornea è innervata da piccoli rami mielinizzati del nervo oftalmico che in parte formano un plesso profondo sopra l'endotelio, in parte attraversano l'endotelio corneale e si proiettano perpendicolarmente nello stroma per poi formare un plesso (sottoepiteliale) al di sotto dell'epitelio corneale. Un ultimo plesso sottobasale è costituito da quei piccoli nervi che attraversano la membrana limitante anteriore e si proiettano come terminazioni nervose libere tra le cellule epiteliali; tali assoni presentano caratteristiche espansioni tondeggianti. A partire dall'entrata nello stroma le sottili terminazioni nervose diventano amieliniche: queste terminazioni sono sensibili a stimoli tattili, termici e chimici. I nervi della cornea sono responsabili dei riflessi dell'ammiccamento e della lacrimazione.

## Struttura

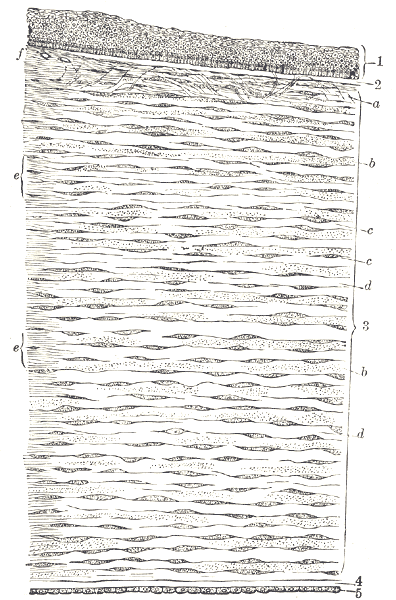
Sezione verticale della cornea umana vicino al margine:
1. epitelio corneale;
2. lamina di Bowman;
3. stroma;
4. membrana di Descemet;
5. endotelio corneale.

La cornea è costituita da cinque strati successivi, elencati qui di seguito (dall'esterno verso l'interno):
- epitelio corneale: pavimentoso composto non cheratinizzato. Consta di 5-6 strati che proteggono la superficie oculare dall'abrasione meccanica e formano una barriera permeabile;
- lamina di Bowman o lamina elastica anteriore o membrana limitante anteriore: è un denso agglomerato di fibrille collagene;
- sostanza propria o stroma o parenchima corneale, composta principalmente da fibre collagene. Costituisce la maggior parte della cornea;
- membrana di Descemet o  membrana elastica posteriore o membrana limitante posteriore;
- endotelio.

Agli strati precedentemente descritti se ne aggiunge un sesto, lo strato di Dua, di recente scoperta. Questo strato è localizzato nella parte posteriore della cornea, tra lo stroma e la membrana di Descemet, è spesso all'incirca 15 micron e può essere messo in evidenza solo mediante microscopia elettronica, previa insufflazione di aria nello spessore della cornea stessa.

### Epitelio corneale
Lo strato più superficiale della cornea è l'epitelio corneale, spesso circa 50 µm, cioè circa un decimo dello spessore totale della membrana. È un epitelio pluristratificato (5-6 strati) formato da:
- cellule superficiali o alari: cellule piatte con microvilli e creste apicali, formano i primi due strati;
- cellule intermedie: disposte in 3-5 file;
- cellule basali: di forma poliedrica, possiedono capacità mitotica in caso di lesioni corneali.

Al microscopio appare basofilo, i nuclei sono allungati con l'asse maggiore orizzontale nelle cellule pavimentose, tondeggianti o ovalari nelle poliedriche e ovoidali con l'asse maggiore verticale nelle cilindriche. Le cellule, dalla forma otticamente perfetta, sono unite tra loro da giunzioni serrate.

### Lamina di Bowman
La lamina di Bowman o membrana elastica anteriore forma il secondo strato posto sotto l'epitelio corneale. Al microscopio ha un aspetto amorfo e eosinofilo, è priva di cellule, spessa circa 12 µm e formata da fibre collagene immerse in una matrice di proteoglicani.

### Stroma corneale
Lo stroma corneale forma il terzo strato, spesso 500 µm, forma il 75-90% dello spessore totale della cornea. Questo strato è costituito da circa 200 lamelle spesse appena 2 µm e larghe da poche decine a qualche centinaio di micrometri, formate da fibre collagene di tipo II parallele tra loro. Le fibrille di due lamelle contigue formano tra loro un angolo ottuso. Tra una lamella e l'altra sono presenti dei caratteristici fibroblasti dalla forma dendritica, i cheratociti, che formano una sorta di rete a maglie larghe tra uno strato lamellare e il successivo. Lo spessore delle fibre collagene tende ad aumentare dalla zona centrale dirigendosi verso il limbo e l'età contribuisce all'ispessimento della cornea.
Gli strati lamellari permettono il passaggio della luce perché le loro fibrille sono più piccole della lunghezza d'onda della radiazione elettromagnetica che le attraversa, inoltre sono precisamente distanziate tra loro e la dispersione è ridotta al minimo dato che le fibrille collagene determinano interferenza distruttiva in tutte le direzioni, tranne in quella anteriore.

### Membrana del Descemet
Il quarto strato è la membrana del Descemet o membrana limitante posteriore, con uno spessore variabile di 4-12 µm, tende a ispessirsi proporzionalmente all'età. Ha carattere più basofilo della membrana limitante anteriore, ma appare anch'essa amorfa formata da un reticolo sottile e priva di cellule; talvolta è considerata la membrana basale dell'endotelio corneale.

### Endotelio corneale
L'endotelio corneale è il quinto e più profondo strato della cornea. Si tratta di un singolo strato di cellule piatte e dalla forma esagonale, con nuclei allungati orizzontalmente. Le sue cellule sono strettamente adese tra loro grazie a interdigitazioni che si dipartono dalle porzioni laterali delle loro membrane plasmatiche, coadiuvate da giunzioni serrate e giunzioni comunicanti. Il loro citoplasma è basofilo a causa dello sviluppo del reticolo endoplasmatico rugoso, possiedono inoltre numerosi mitocondri, risultano cellule ad alta attività metabolica. Il suo compito è essenzialmente quello di fungere da filtro posteriore per gli strati superiori della cornea, è inoltre il principale responsabile della sua idratazione. Le sue cellule hanno una modesta capacità mitotica.

## Derivazione embriologica
La cornea si forma per l'induzione esercitata dalla vescicola del cristallino sull'ectoderma superficiale con la formazione dell'epitelio esterno di derivazione ectodermica; lamina, stroma e membrana di origine mesodermica e l'endotelio che si forma dalle cellule della cresta neurale.

## Funzione

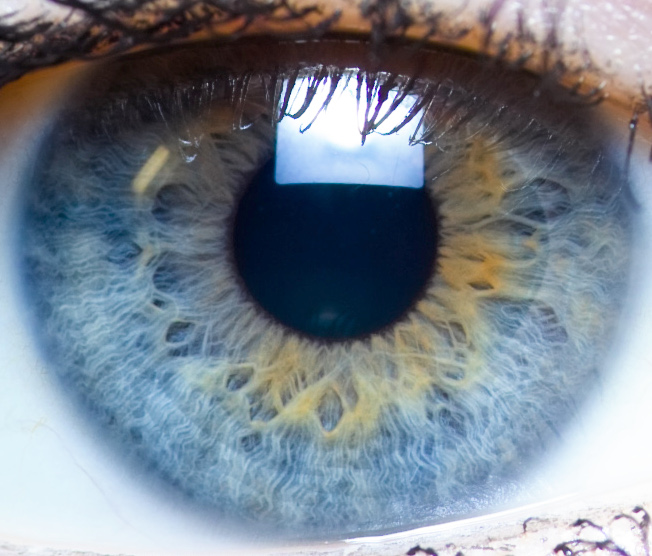
I riflessi visibili sull'occhio sono dovuti alla cornea

La funzione della cornea è quella di permettere il passaggio della luce verso le strutture interne dell'occhio, facendo convergere i raggi luminosi verso la fovea ma anche di proteggere da abrasioni e patogeni le strutture poste più in profondità.
Il suo potere di lente è di circa 43 diottrie: la superficie anteriore (convessa) ha un potere diottrico di +48 diottrie, mentre la faccia interna (concava) ha un potere diottrico di -5 diottrie.

## Patologia

### Traumi e corpi estranei
La cornea è esposta ai traumi e può essere graffiata persino dalle ciglia. Eventuali cicatrici sulla sua superficie provocano un'opacità della stessa, detta leucoma, di gravità proporzionale alla gravità della lesione. Una cicatrice di piccole dimensioni sulla cornea si definisce Nubecola. In base alla sede della cicatrice sulla cornea, si ha una riduzione dell'acuità visiva più o meno grave (più è centrale, più è grave).

### Malattie
- Cheratocono
- Cheratoglobo
- Leucoma
- Distrofia corneale
- Neovascolarizzazione corneale
- Ulcera corneale infettiva

### Infezioni
La cornea è soggetta ad infezioni (cheratiti) più o meno profonde, che offuscano anche solo parzialmente la vista e, una volta guarite, possono in alcuni casi lasciare microlesioni permanenti, opacità dello stroma o ulcerazioni persistenti di tipo neurotrofico. In caso di difetti epiteliali persistenti possono essere indicati trattamenti con siero autologo, NGF (nerve growth factor) e PRP (concentrato piastrinico). Le infezioni sono di origine virale, batterica o micotica, e sono curate in modo specifico a seconda della tipologia. In casi più rari, possono verificarsi infestazioni da parassiti, come l'Acanthamoeba, soprattutto in portatori di lenti a contatto morbide. Esistono criteri clinici ed esami di laboratorio che possono fornire indicazioni sull'eziologia dell'infezione, il cui riconoscimento rappresenta il presupposto fondamentale per una strategia terapeutica mirata e realmente efficace.

## Tecniche applicate
La valutazione delle lesioni dell'epitelio corneale può essere agevolmente effettuata con colorazioni vitali, con fluoresceina o, più recentemente, utilizzando soluzioni a base di riboflavina, e osservazione alla lampada a fessura con filtro blu cobalto. Alle aree di sofferenza dell'epitelio rilevate mediante colorazione vitale può essere attribuito un punteggio, secondo lo schema di Lemp o in base alla scala di Oxford. Un'altra tecnica applicata alla cornea è quella della tonometria, utilizzata per la determinazione della pressione endoculare. Utilizzando la metodica originaria, detta tonometria ad indentazione, si pone un peso sulla cornea e si determina l'entità della depressione corneale. Correntemente viene oggi utilizzato un dispositivo applicato alla lampada a fessura, detto tonometro di Goldman; in base alla pressione esercitata sulla porzione centrale della cornea che ne determina l'applanazione, viene determinato il valore della pressione endoculare.